# Кода
 Тази статия е за музикалния термин.  За селото вижте Кода (Грузия).  
Кода (от италиански: coda, „опашка“) е музикален пасаж, който поставя край на дадено музикално произведение или на негово действие. Кодата представлява разширена каденца, включваща от само няколко такта до цяла усложнена част. Кода се използва както в класическата музика, където се среща особено често при сонатите, така и в съвременните рок музика и джаз.